# Phil Buckman
Phil Buckman est un acteur américain, né le 18 novembre 1969 dans le Queens, New York (États-Unis). Il est aussi l'actuel bassiste du groupe Filter dont le leader, Richard Patrick est aussi le frère de l'acteur Robert Patrick (Terminator 2).

## Filmographie
- 1991 : Drexell's Class (en) (série TV) : Slash (1991-1992)
- 1993 : Le Complot de la haine (Bloodlines: Murder in the Family) (TV) : Guy
- 1994 : Lies of the Heart: The Story of Laurie Kellogg (en) (TV) : Chuck Sebelist
- 1994 : Daddy's Girls (en) (série TV) : Scar
- 1994 : Code Lisa (Weird Science) (série TV) : Roger
- 1996 : La Couleur de l'arnaque (The Great White Hype) de Reginald Hudlin : Lee the Drummer
- 1996 : Les Nouvelles Aventures de la famille Brady (A Very Brady Sequel) d'Arlene Sanford : Jason, the Lifeguard
- 1997 : Le Loup-garou de Paris (An American Werewolf in Paris) d'Anthony Waller : Chris
- 1999 : Xyber 9: New Dawn (série TV)
- 1999 : Clubland (en) de Mary Lambert : Paul
- 2000 : City of Angels (série TV) : Dr Geoffrey Weiss
- 2001 : Bob Patterson (en) (série TV) : Vic